# Lydden
Lydden är en ort och civil parish i grevskapet Kent i sydöstra England. Orten ligger i distriktet Dover, cirka 7 kilometer nordväst om Dover. Tätorten (built-up area) hade 687 invånare vid folkräkningen år 2021.